# Friedrich König (Politiker, 1933)
Friedrich König (* 19. März 1933 in Wien; † 8. April 2022 in Wien) war ein österreichischer Politiker (ÖVP). König war von 1970 bis 1999 Abgeordneter zum Nationalrat und dazwischen kurzzeitig Abgeordneter zum Europäischen Parlament.

## Leben
Friedrich König studierte nach dem Besuch der Volksschule und des Realgymnasiums an der Hochschule für Welthandel und Rechtswissenschaften an der Universität Wien, wobei er beide Studien mit dem Doktorat abschloss. Anschließend war er sowohl in der Verstaatlichten Industrie als auch in der Privatindustrie tätig. Bei der Österreichischen Unilever war er Syndikus.
Politisch war von 1960 bis 1972 Bundesobmann der Jungen ÖVP. In der ÖVP Wien war er bis 1973 Bezirksparteiobmann der ÖVP Hernals, danach Mitglied des Wiener Landesparteivorstandes. In der Bundespolitik war er von 1987 bis 1990 Klubobmann der ÖVP. Bei der EVP-Fraktion war er Beobachter im Europäischen Parlament von 1990 bis 1994. Gleichzeitig war er Stellvertretender Leiter der österreichischen Delegation im Europarat und Berichterstatter für Rumänien und Bulgarien. Er war 1990–1994 Europabeauftragter der ÖVP für die Beitrittsverhandlungen mit der EU auf parlamentarischer Ebene, 1990–1994 Vizepräsident des Europarates, 1995–1996 Mitglied des Europäischen Parlaments und Leiter der ÖVP-Delegation, 1996–2000 stellvertretender Leiter der österreichischen Delegation im Europarat und Mitglied des EVP-Fraktionsvorstandes.
König war ab 31. März 1970 Abgeordneter zum Nationalrat und hatte das Amt bis zum 28. Oktober 1999 inne. Zwischen 1995 und 1996 gehörte er für einige Monate nicht dem Nationalrat an, war jedoch zwischen dem 1. Jänner 1995 und dem 1. Oktober 1996 Abgeordneter zum Europäischen Parlament.
Seit 1973 war er Ehrenmitglied der katholischen Studentenverbindung KaV Danubia Wien im ÖCV.

## Auszeichnungen
- Großes Goldenes Ehrenzeichen mit dem Stern für Verdienste um die Republik Österreich
- Großes Goldenes Ehrenzeichen für Verdienste um die Republik Österreich
- Großes Verdienstkreuz mit Stern